# Турну-Рошу
Турну-Рошу (рум. Turnu Roșu) — село у повіті Сібіу в Румунії. Адміністративний центр комуни Турну-Рошу.
Село розташоване на відстані 194 км на північний захід від Бухареста, 20 км на південний схід від Сібіу, 137 км на південний схід від Клуж-Напоки, 101 км на захід від Брашова.

## Населення
За даними перепису населення 2002 року у селі проживали 1943 особи. Рідною мовою 1941 особа (99,9%) назвала румунську.
Національний склад населення села:
| Національність | Кількість осіб | Відсоток |
| -------------- | -------------- | -------- |
| румуни         | 1925           | 99,1%    |
| цигани         | 15             | 0,8%     |